# Jean Baptiste Pierre Rollée de Baudreville
Jean Baptiste Pierre Rollée de Baudreville, né le 28 avril 1749 à Alençon (Orne), mort le 17 août 1841 à Schelestadt (Bas-Rhin), est un militaire français de la Révolution et de l’Empire.

## États de service
Il entre en service en octobre 1766, comme aspirant d’artillerie, et il devient élève le 20 janvier 1769. Lieutenant en second au régiment de Grenoble le 2 juin 1770, puis lieutenant en premier à la compagnie d’ouvriers-cadet le 5 avril 1780, il reçoit son brevet de capitaine à la même compagnie le 20 mai 1784. Il quitte le service le 1er juin 1791, avec une pension de 1 000 francs.
Il est rappelé à l’activité le 3 octobre 1791, comme chef du 1er bataillon de volontaires du Bas-Rhin, et il est fait chevalier de Saint-Louis le 7 octobre suivant. Le 2 avril 1792, il prend le commandement de la place de Strasbourg, et il est suspendu de ses fonctions le 23 août de la même année, comme noble.
Il reprend du service le 2 mai 1800, comme chef de bataillon au 2e régiment d’artillerie à pied, et il fait les campagnes de l’an VIII et de l’an IX, aux armées du Rhin et des Grisons. Il est fait chevalier de la Légion d’honneur le 15 juin 1804, et il commande l’artillerie des côtes de l’Adriatique en mai 1807. 
Le 27 février 1811, il est appelé à Paris, au conseil d’administration de l’artillerie, et il est nommé major le 14 mars 1811. Le 1er avril suivant, il est attaché au 9e régiment d’artillerie à pied, en garnison à Maubeuge. Il est promu colonel directeur de l’artillerie à Douai le 23 juin 1811, et il est élevé au grade d’officier de la Légion d’honneur le 5 août 1814.
Le 24 novembre 1815, il est nommé président de la commission chargée de remettre en dépôt les places cédées entre les mains des alliées, et il est promu Maréchal de camp le 2 décembre 1815. Il est admis à la retraite le 1er janvier 1816.
Il meurt le 17 août 1841 à Schelestadt. 

## Distinctions
- Chevalier de l'ordre royal et militaire de Saint-Louis.
- Officier de la Légion d'honneur.

## Sources
- A. Lievyns, Jean Maurice Verdot, Pierre Bégat, Fastes de la Légion-d'honneur, biographie de tous les décorés accompagnée de l'histoire législative et réglementaire de l'ordre, Tome 4, Bureau de l’administration, 1844, 640 p. (lire en ligne), p. 519.
- « Cote LH/2373/62 », base Léonore, ministère français de la Culture
- Commandant G. Dumont, Bataillons de volontaires nationaux, (cadres et historiques), Paris, Lavauzelle, 1914, p. 276-405.
- Ludovic de Magny, Le nobiliaire universel : ou, Recueil général des généalogies historiques et véridiques des maisons nobles de l'Europe, Volume 19, Institut Héraldique, 1888, p. 8.
- Danielle Quintin et Bernard Quintin, Dictionnaires des colonels de Napoléon, S.P.M., 2013, 978 p. (ISBN 978-2-296-53887-0, lire en ligne)